# ᵦ
Cette page contient des caractères spéciaux ou non latins. S’ils s’affichent mal (▯, ?, etc.), consultez la page d’aide Unicode.
ᵦ, appelée bêta en indice ou bêta inférieur, est un symbole de l’alphabet phonétique ouralique, notamment dans les travaux d’Artturi Kannisto (fi). Il est formé de la lettre grecque bêta mise en indice.

## Utilisation
Artturi Kannisto (fi) utilise le bêta en indice pour indiquer la labialisation de la consonne occlusive vélaire qui le précède, par exemple dans les transcriptions du mansi du moyen Konda ᵒåη₍kᵦl ou du mansi de Lozjva àη₍gᵦl, « souche », la transcription  du mansi de Lozjva mɛ̄₍kᵦr, « toit pliable de bateau ».

## Représentations informatiques
La bêta en indice peut être représenté avec les caractères Unicode suivants (extensions phonétiques) :
| formes       | représentations | chaînes de caractères | points de code | descriptions                 | note                            |
| ------------ | --------------- | --------------------- | -------------- | ---------------------------- | ------------------------------- |
| modificative | ᵝ               | ᵦ                     | U+1D66         | indice lettre minuscule bêta | codé pour le symbole phonétique |

## Sources
- (en) Finlande, Irlande, Norvège ISO/IEC JTC1/SC2/WG2, Uralic Phonetic Alphabet characters for the UCS, 20 mars 2002 (lire en ligne)
- (de) Artturi Kannisto, Zur Geschichte des Vokalismus der ersten Silbe im Wogulischen vom qualitativen Standpunkt, Helsinki, Druckerei der Finnischen Litteratur-Gesellschaft, 1919 (lire en ligne)
- (en) Elena Skribnik, Eastern Mansi Phoneme System (Middle and Lower Konda), Institute for Finno-Ugric Studies, 2016 (présentation en ligne, lire en ligne)